# Волконский, Пётр Андреевич Глазун
Князь Пётр Андреевич Волконский по прозванию Глазун († около 1641) — дворянин московский и воевода в правление царя Михаила Фёдоровича.
Рюрикович в XX поколении, представитель 3-й ветви княжеского рода Волконских. Единственный сын князя Андрея Семёновича Волконского по прозванию Вертлушка.

## Биография
Стряпчий, подписал грамоту Земского собора об избрании на царский престол 16-летнего Михаила Фёдоровича Романова (1613), подпись его 91-я. Воевода в Стародубе Северском (1614-1615), откуда послал гонца к Государю с сеунчем о победе под Лоевым. Второй воевода в Костроме (1618-1619), первый воевода там же (1620). Указано ему в Украинном разряде быть в Сторожевом полку на Крапивне (апрель 1622). Воевода в Можайске (1625-1628). Пристав у венгерского посла (1631), в том же году упомянут при встрече шведского посла. Упомянут на воеводстве в Можайске (1632-1635). Отправлен на воеводство в сибирскую крепость Пелым (1638-1639), где вероятно и скончался, в Боярской книге имеется помета "умре" (1641).
Помещик Костромского уезда (1620), которые он получил от матери княжны Марии.
Скончался († около 1641), приняв перед смертью иночество с именем Паисий.

## Семья
Дети:
- Князь Волконский Яков Петрович — воевода.
- Князь Волконский Михаил Петрович — стряпчий (1658), стольник (1650),
- Князь Волконский Семён Петрович — стольник (1664-1671).